# فريتز بالش
فريتز بالش (بالإنجليزية: Frederic Homer Balch)‏ هو كاتب أمريكي، ولد في 1861 في لبنان في الولايات المتحدة، وتوفي في 1891 في بورتلاند في الولايات المتحدة.